# 海利根豪斯
海利根豪斯（德語：Heiligenhaus，發音：[ˈhaɪlɪɡn̩ˌhaʊs] ⓘ）是德国北莱茵-威斯特法伦州杜塞尔多夫行政区梅特曼县的城市，面积27.52平方千米，2023年12月31日人口为26,590人。

## 友好城市
海利根豪斯与以下城市结为友好城市：
- 英格兰 巴西尔登（英语：Borough of Basildon）
- 英格兰 曼斯菲爾德
- 法國 莫城
- 德国 茨沃尼茨